# St. Cyriakus (Bruchhausen)

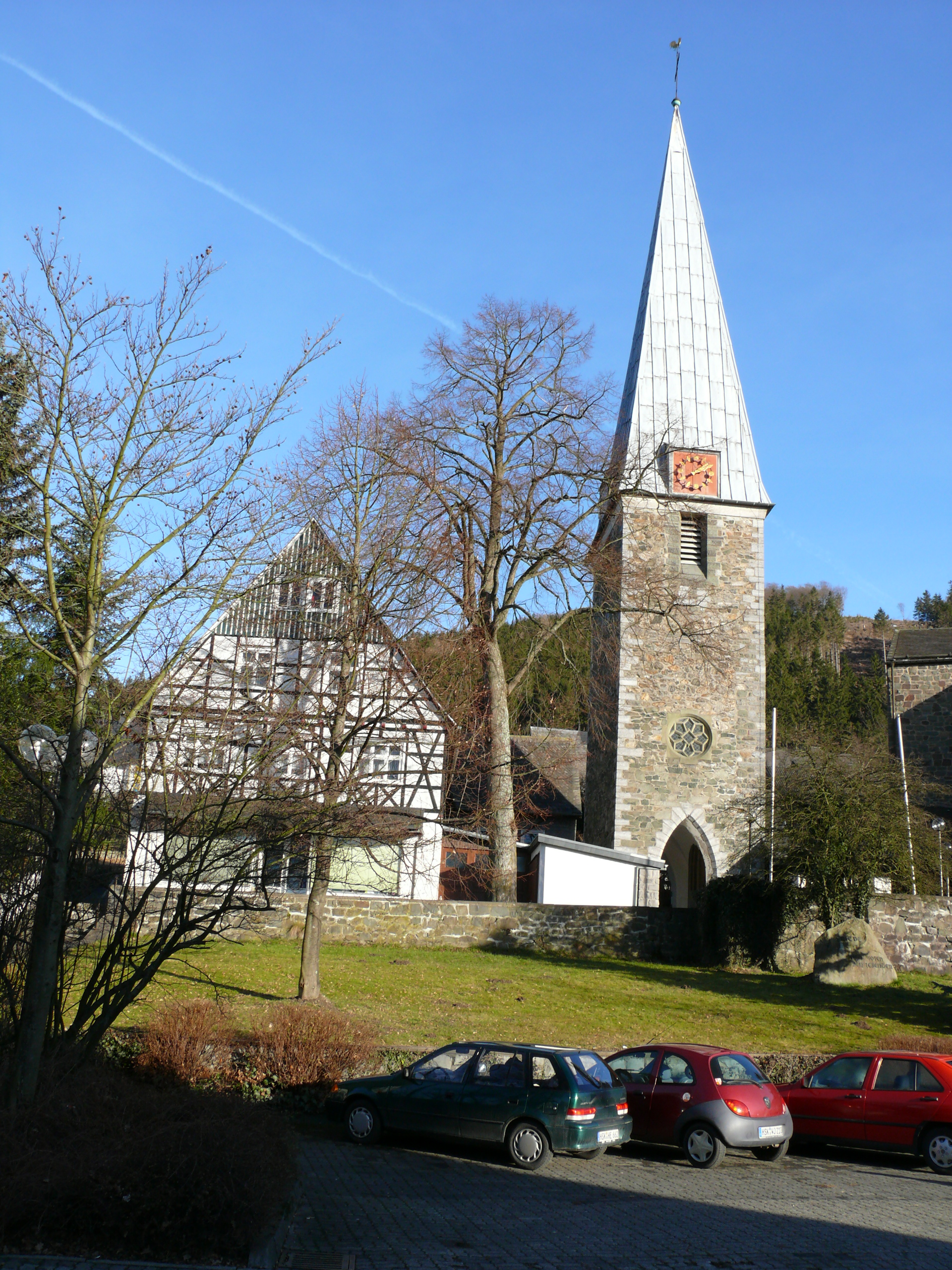
St. Cyriakus

Die katholische Pfarrkirche St. Cyriakus ist ein Kirchengebäude in Bruchhausen, einem Ortsteil der Stadt Olsberg im Hochsauerlandkreis (Nordrhein-Westfalen).
Der flachgedeckte, einschiffige Bruchsteinbau wurde 1863 errichtet. Nach Osten erweitert und gleichzeitig eingewölbt wurde die Kirche 1864.

## Ausstattung
Einige Teile der Ausstattung stammen aus der ehemaligen Schlosskapelle von 1811. Diese wurde wegen Baufälligkeit im Laufe des 19. Jahrhunderts abgebrochen.
- Ein Kelch aus vergoldetem Silber, mit einer Höhe von 21 cm. Die Kuppa hat einen Durchmesser von 8,5 cm, der Fuß ist als Sechspass gearbeitet. Auf der Unterseite ist eine Inschrift eingraviert: C. F. gaugreben Caplaris Sigburg 1709.
- Ein Kelch aus vergoldetem Silber aus der Zeit um 1800. In Lorbeerkränzen sind die Symbole für Glaube, Hoffnung und Liebe eingraviert. Der Fuß ist als Sechspass gearbeitet, die Kuppa hat einen Durchmesser von 9,5 cm.
- Das auf Leinwand gemalte Ölgemälde ist 95 × 123 cm groß. Es zeigt die Dreifaltigkeit und den Hl. Franziskus Xaverius in den Wolken sitzend. Unten rechts ist der Hl. Ignatius zu sehen, der den Himmlischen eine Schar von bekehrten Chinesen, Indern usw. zeigt. Das Gemälde ist mit DE COCK signiert.
- Eine 70 cm große Figur des Hl. Cyriakus aus Weichholz. Sie entstand zum Ende des 17. Jahrhunderts. Der Heilige ist als Diakon mit Buch und Palme dargestellt.[1]